# رومان بارانوف
رومان بارانوف (بالروسية: Баранов, Роман Владимирович)‏ هو مدرب كرة قدم ولاعب كرة قدم روسي في مركز الهجوم، ولد في 22 يوليو 1976 في نيجني تاجيل في روسيا. لعب مع بالتيكا كالينينغراد.